# João Vieira
João Paulo Garcia Vieira (* 20. února 1976, Portimão, Algarve) je portugalský atlet, který se věnuje sportovní chůzi.
Své největší úspěchy zaznamenal na evropském šampionátu v Göteborgu 2006 a v Barceloně 2010, kde vybojoval bronzové medaile v chůzi na 20 km.
Desátý skončil na letních olympijských hrách v Athénách 2004 a na mistrovství světa v atletice 2009 v Berlíně.
Na světovém šampionátu v Moskvě v roce 2013 došel do cíle závodu na 20 kilometrů čtvrtý. Po diskvalifikaci Rusa Ivanova v roce 2019 se posunul na třetí místo a získal bronzovou medaili.